# Gens Postumia
La  Gens Postumia fu una delle più antiche e delle più contestate gentes dell'antica Roma.
Un passo liviano ritrovato svela fosse molto probabilmente originaria di Gabii. Una delle localizzazioni ipotetiche del lago Regilloè il prosciugato lago di Gabii e questo farebbe dei Postumi una gens integrata in Roma dalle vicine elites locali e che poi guidò, come gens romana, la rivalsa contro le proprie terre e popolazione di origine (lega latina e foedus cassianum) Uno schema peraltro ripetutosi anche in seguito, ad esempio con la gens Atilia (Volsci)e con la gens Gellia (Marsi e lex gellia cornelia).
I suoi membri spesso ricoprirono le più alte cariche dello Stato dall'epoca della cacciata di Tarquinio il Superbo alla fine della Repubblica. Tra i componenti della gens, la famiglia che più si è distinta fu quella degli Albus o Albinus, ma all'inizio dell'età repubblicana si distinsero anche le famiglie dei Megellus, per sole due generazioni (rarissimo caso di etimo ignoto del cognomen) e dei Tubertus.
Il primo rappresentante della gens Postumia ad ottenere la carica di console fu nel 505 a.C. Publio Postumio, quindi solo pochi anni dopo la cacciata dell'ultimo re.
Regillensis è un agnomen degli Albinus e di conseguenza fu utilizzato come soprannome di questa famiglia. In conseguenza delle guerre puniche, tra i soprannomi troviamo anche Pyrgensis, Tempsanus e Tympanus.

## Membri
Di seguito è riporta una lista dei principali esponenti di questa gens.
- Publio Postumio, console 505 a.C.
- Aulo Postumio Albo Regillense, dittatore e console nel 496 a.C.
- Aulo Postumio Tuberto, dittatore 431 a.C.
- Spurio Postumio Albino Caudino, console nel 334 a.C. e nel 321 a.C.
- Lucio Postumio Megello, console nel 305 a.C., nel 294 a.C. e nel 291 a.C.
- Lucio Postumio Megello, console 262 a.C.
- Lucio Postumio Albino, console nel 234 a.C.
- Lucius Postumius Tympanus, questore 194 a.C.
- Spurio Postumio Albino, console nel 186 a.C.
- Lucius Postumius Tempsanus, pretore di Taranto 185 a.C.
- Aulus Postumius, tribuno militare 168 a.C.
- Spurio Postumio Albino, console nel 110 a.C.
- Aulo Postumio Albino, console nel 99 a.C.
- Lucio Postumio, pretore nel 90 a.C.;[5]
- Marcus Postumius, questore di Verre nel 73 a.C.
- Tito Flavio Postumio Tiziano, console nel 301 d.C.
- Rufio Postumio Festo (console 472), console nel 472 d.C.
- Marcus Postumius Pyrgensis
- Postumius, un divinatore, che predisse il successo a Silla
- Gnaeus Postumius, sostenitore di Servius Sulpicius
- Titus Postumius, un oratore
- Postumius, amico di Cicerone
- Postumius, legato di Cesare
- Publius Postumius, amico di Marcus Marcellus
- Quintus Postumius, senatore